# Torrent de Can Barceló
El Torrent de Can Barceló és un torrent de la comarca del Vallès Occidental, que s'uneix al Torrent de Can Pi de la Serra.